# 24 de noviembre
El 24 de noviembre es el 328.º (tricentésimo vigésimo octavo) día del año en el calendario gregoriano y el 329.º en los años bisiestos. Quedan 37 días para finalizar el año.

## Acontecimientos
- 380: en la actual Turquía, el emperador romano Teodosio hace su ingreso en Constantinopla.[1][2]
- 469: en la ciudad de Roma, Anastasio II es nombrado papa.
- 700: en la actual España, el rey visigodo Égica ordena la unción real de su hijo Witiza, quien no asumió todas las funciones reales hasta la muerte de su padre en diciembre del 702.
- 847: en Damasco (Siria), un terremoto de X grados en la escala de Mercalli deja un saldo de 70.000 muertos.
- 1190: Conrado de Montferrato se convierte en rey de Jerusalén tras su matrimonio con Isabel I de Jerusalén.
- 1358: en Nicosia, Hugo IV de Chipre abdica al trono a favor de su hijo Pedro I de Chipre
- 1505: en España se firma la Concordia de Salamanca: Fernando el Católico pasa a ser el regente de Castilla y Felipe I el Hermoso y su esposa Juana son proclamados reyes.
- 1518: desde el puerto español de Bornos (provincia de Cádiz) parte el militar español Fadrique Enríquez de Ribera en peregrinación a Jerusalén.
- 1642: En el sur de Australia, los neerlandeses dirigidos por Abel Janzoon arriban a la isla de Tasmania.
- 1682: en Roma, el papa Inocencio XI declara apócrifos y falsos los libros plúmbeos de Granada (España).
- 1700: en Versalles (Francia) se instaura la dinastía Borbón en España, con la proclamación de Felipe de Anjou como rey de España con el nombre de Felipe V.
- 1789: En la Capitanía General de Cuba (colonia del Reino de España), la iglesia mayor de La Habana es designada catedral de La Habana.
- 1818: en la actual Estados Unidos, el corsario franco-argentino Hipólito Bouchard, al mando de las fragatas Chacabuco y Argentina, se apodera de la plaza española de San Carlos de Monterrey (actual ciudad de Salinas).
- 1822: en el marco de las guerras civiles argentinas, las provincias de Buenos Aires y Santa Fe celebran el Tratado de Benegas.
- 1833: en Bengkulu (Sumatra), a las 15:00 hora local, un terremoto de 8,9 grados en la escala de Richter provoca un tsunami que causará daños en las islas Seychelles, frente a las costas de África.
- 1842: en Paraguay, a través del decreto de Libertad de Vientres, los cónsules López y Alonso disponen la abolición gradual de la esclavitud.
- 1843: en Madrid (España), Salustiano de Olózaga sustituye a Joaquín María López como presidente del Gobierno.
- 1849: Inglaterra firma un convenio con la Provincia de Buenos Aires (gobernada por Juan Manuel de Rosas) por el cual se retira del bloqueo del Río de la Plata, que realizaba junto a Francia.
- 1852: llega a Japón una escuadra estadounidense, como parte de su práctica de expansión territorial mundial.
- 1859: En Londres se publica el libro El origen de las especies (On the origin of species by means of natural selection or the preservation of favoured races in the struggle for life), de Charles Darwin.
- 1859: De los astilleros de Tolón (Francia) sale La Gloire, primera fragata acorazada, construida por el ingeniero francés Charles Henri Dupuy de Lôme.
- 1870: en Paraguay, la Convención Constituyente se convierte en Congreso Electoral y elige como presidente y vicepresidente de la República a Cirilo Antonio Rivarola y Cayo Miltos, respectivamente. Se promulga la Constitución Nacional.
- 1900: el ejército de Estados Unidos invade Colombia —con el pretexto de asegurar el servicio de las líneas férreas— como parte de la política estadounidense de asegurar sus intereses en Latinoamérica.
- 1903: en China se abre el puerto comercial de Port Arthur, actual Lushun.
- 1904: en Stockton (California) se realiza el primer ensayo de un tractor montado sobre orugas.
- 1918: en Agram (Zagreb), croatas, eslovenos y serbios proclaman su independencia.
- 1924: en el océano Atlántico frente a Marruecos desaparece el acorazado España a causa de un gran temporal.
- 1929: Julio Urquijo Ibarra, nuevo representante de la lengua vasca, toma de posesión en la Real Academia Española.
- 1932: en Alemania, Paul von Hindenburg (presidente de la República de Weimar) negocia con Adolf Hitler la formación de un nuevo gobierno.
- 1938: Inglaterra invita a Egipto, Irak, Arabia Saudí, Transjordania y a la Agencia Judía a participar en una conferencia sobre el Mandato Británico de Palestina.
- 1939: en España se crea por decreto-ley el CSIC (Consejo Superior de Investigaciones Científicas).
- 1944: en el campo de concentración de Birkenau (Polonia), las SS destruyen las cámaras de gas en un intento por esconder las actividades del campo a las tropas soviéticas.
- 1944: dimite Stanislav Mikolajczyk, primer ministro polaco en el exilio, ante la presión de los aliados occidentales para que se reconozca la línea Curzón como frontera polaca.
- 1944: en Italia —en el marco de la Segunda Guerra Mundial— comienza la Batalla de Monte Castello, entre la fuerza expedicionaria brasileña y las tropas alemanas nazis.
- 1944: de las islas Marianas parte la primera incursión de aviones B-29 estadounidenses, que bombardearán a la población civil en Tokio.
- 1945: en el monasterio de Poblet (España) se realiza una exposición de las tumbas reales.
- 1946: en Uruguay se celebran elecciones generales. Vence la fórmula Tomás Berreta-Luis Batlle Berres.
- 1948: en Venezuela, el presidente Rómulo Gallegos es derrocado por un golpe de Estado.
- 1949: en Gran Bretaña se promulga la Iron and Steel Act (Ley del hierro y el acero), por la que se nacionaliza la industria siderúrgica.
- 1963: en Estados Unidos, Jack Ruby asesina a tiros a Lee Harvey Oswald, supuesto asesino del presidente estadounidense John F. Kennedy.
- 1969: Estados Unidos y la Unión Soviética firman los Acuerdos SALT.
- 1969: el Apolo 12 ameriza en el Océano Pacífico, finalizando la cuarta misión tripulada a la Luna, y la segunda en descender a su superficie.
- 1974: en la depresión de Afar del Gran Valle del Rift (Etiopía), el paleoantropólogo estadounidense Donald Johanson descubre los restos fósiles de Lucy, una mujer adulta de 20 años de edad y un metro de estatura de la especie Australopithecus afarensis, de 3,2 millones de años.
- 1976: en Turquía mueren 60 000 personas a causa de un terremoto.
- 1978: en Bolivia, el general David Padilla traiciona la República y perpetra un golpe de Estado.
- 1985: el papa Juan Pablo II inaugura el sínodo extraordinario de obispos.
- 1989: en Italia, el Comité Central del Partido Comunista Italiano aprueba el plan de Achille Occhetto para la refundación del partido.
- 1991: en Londres fallece Freddie Mercury, cantante de la banda de rock Queen.
- 1992: en Argentina queda constituida con la elección de las autoridades la Asociación Tripulantes de Transporte Aéreo (ATTA) por personal que integró o integra las tripulaciones de transporte aéreo de la Fuerza Aérea.[3]
- 1994: en Chile, durante una visita a viñedos del Valle del Maipo el ampelógrafo francés Jean-Michel Boursiquot identifica en la Viña Carmen, ubicada en Alto Jahuel, a la variedad Carmenère, la que se creía extinta en el mundo.
- 1999: en Estados Unidos, Jennifer Lopez publica el sencillo "No me ames", interpretado junto a Marc Anthony, para su álbum debut On the 6, canción muy conocida y aclamada por sus seguidores.
- 2008: Se estrena el cuarto álbum de estudio del artista y rapero Kanye West, titulado "808's and Heartbreak".
- 2014: en Honduras se celebraron las elecciones generales en el cual dieron la elección del candidato al Partido Nacional de Honduras Juan Orlando Hernández. Medios y usuarios de las redes sociales anunciaron un Fraude Electoral dando como virtual ganador a la candidata de Libertad y Refundación Xiomara Castro de Zelaya. Dicho Fraude provocó manifestaciones a los siguientes días después de que el Tribunal Supremo Electoral, se encontrara en un escándalo por actas alteradas en contra del candidato del Partido Nacional Anticorrupción Salvador Nasralla y del candidato al Partido Liberal de Honduras, Mauricio Villeda.
- 2015: en Tunis, ciudad de Túnez, se produce un ataque terrorista en un autobús dejando el saldo de 14 guardias presidenciales muertos.
- 2016: el huracán Otto, de categoría 2, toca tierra al sureste de Nicaragua con vientos de 178 km/h.
- 2016: en El Salvador se registra un terremoto de 7,2 grados en la escala de Richter.
- 2019: en Los Ángeles (California) se lleva a cabo la 47.ª edición de los American Music Awards.
- 2019: en Gliwice (Polonia) se lleva a cabo el Festival de la Canción de Eurovisión Júnior.
- 2021: El equipo informático de Alibaba Group informa en privado a la organización de soporte de software Apache sobre una vulnerabilidad en una librería de Java conocida como Log4j, que permite la ejecución de código arbitrario y que es catalogada de severa gravedad.

## Nacimientos
- 1394: Carlos I de Orleans, poeta francés (f. 1465).
- 1583: Juan de Jáuregui, poeta, erudito y pintor español (f. 1641).
- 1632: Baruch Spinoza, filósofo sefardí-neerlandés (f. 1677).
- 1655: Carlos XI, rey sueco (f. 1697).
- 1712: Charles-Michel de l'Epée, pedagogo francés (f. 1789).
- 1713: Laurence Sterne, novelista y humorista británico (f. 1768).
- 1713: Junípero Serra, misionero franciscano español (f. 1784).
- 1724: María Amalia de Sajonia, reina consorte napolitana y española (f. 1760).
- 1742: Antonio de Capmany, escritor, historiador y político español (f. 1813).
- 1784: Zachary Taylor, político estadounidense, presidente desde 1849 hasta 1850 (f. 1850).
- 1794: Juan Cruz Varela, poeta y político argentino (f. 1839).
- 1826: Carlo Collodi, escritor italiano, autor de Pinocho (f. 1890).
- 1829: Juan Facundo Riaño y Montero, arabista, historiador y anticuario español (f. 1901).
- 1846: Ángel Lizcano Monedero, pintor e ilustrador español (f. 1929).
- 1848: Valeriano Menéndez Conde y Álvarez, sacerdote y obispo español (f. 1916).
- 1858: Blanche Edwards-Pilliet, médica y profesora de medicina francesa (f. 1941).
- 1862: Bernhard Stavenhagen, director de orquesta, pianista y compositor alemán (f. 1914).
- 1864: Henri de Toulouse-Lautrec, pintor francés (f. 1901).
- 1865: Francisco Antonio Cano, importante pintor, grabador, escultor y escritor colombiano (f. 1935).
- 1866: Margaret Windeyer, bibliotecaria y sufragista australiana (f. 1939).
- 1868: Scott Joplin, compositor y pianista estadounidense (f. 1917).
- 1874: Charles William Miller, futbolista brasileño (f. 1953).
- 1877: Alben Barkley, político estadounidense (f. 1956).

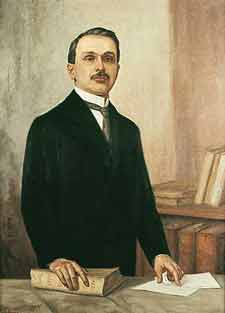
Gustavo Arboleda.

- 1881: Gustavo Arboleda, historiador y genealogista colombiano (f. 1938).
- 1884: Yitzjak Ben-Zvi, político israelí, presidente entre 1952 y 1963 (f. 1963).
- 1885: Santiago Roel Melo, abogado, político, escritor e historiador mexicano (f. 1957).
- 1886: Rafael Cansinos Assens, escritor español (f. 1964).
- 1886: Georges Vantongerloo, artista belga (f. 1965).
- 1886: Joaquín Yrarrázabal Larraín, abogado y parlamentario chileno (f. 1947).
- 1887: Erich von Manstein, militar alemán (f. 1973).
- 1888: Dale Carnegie, escritor estadounidense (f. 1955).
- 1887: Juan Aguilar Catena, periodista y escritor español (f. 1965).
- 1887: Nikolái Klykov, militar soviético (f. 1968).
- 1891: Mariano Ospina Pérez, ingeniero y político colombiano, presidente entre 1946 y 1950 (f. 1976).
- 1893: Francisco Lomuto, director de orquesta, compositor y pianista argentino de tango (f. 1950).
- 1893: Marcos Redondo, barítono español (f. 1976).
- 1896: María Esther Podestá, actriz argentina (f. 1983).
- 1897: Lucky Luciano, mafioso italo-estadounidense (f. 1962).
- 1906: Conrad Hansen, pianista alemán (f. 2002).
- 1908: Libertad Lamarque, actriz y cantante argentina (f. 2000).
- 1911: Georges Dargaud, historietista francés (f. 1990).
- 1912: Teddy Wilson, pianista de jazz estadounidense (f. 1986).
- 1913: Geraldine Fitzgerald, actriz estadounidense de origen irlandés (f. 2005).
- 1913: Cecilia Helena Martínez Mendoza, locutora venezolana (f. 2015).
- 1914: Agostino Casaroli, cardenal italiano (f. 1998).
- 1917: Howard Duff, actor estadounidense (f. 1990).
- 1917: Rosa Galcerán, ilustradora de cómic y poeta española (f. 2015).
- 1918: Wild Bill Davis, compositor y músico estadounidense (f. 1995).
- 1920: Jorge Mistral, actor español (f. 1972).
- 1923: Octavio Lepage, político venezolano (f. 2017).
- 1925: Simon van der Meer, científico neerlandés, Premio Nobel de Física de 1984 (f. 2011).
- 1926: Tsung-Dao Lee, físico chino, Premio Nobel de Física de 1957.
- 1927: Alfredo Kraus, tenor español (f. 1999).
- 1927: Adrián Escudero, futbolista español (f. 2011).
- 1929: José Borello, futbolista argentino (f. 2013).
- 1929: John Henry Johnson, jugador estadounidense de fútbol americano (f. 2011).
- 1934: Claudio Prieto, compositor español (f. 2015).
- 1934: Alfred Schnittke, compositor ruso-alemán (f. 1998).
- 1936: Gerardo Malla, actor y director español de teatro (f. 2021).
- 1937: Gerardo de Francisco, es un músico, actor y arquitecto colombiano.
- 1938: Willy Claes, político belga.
- 1938: Oscar Robertson, baloncestista estadounidense.
- 1938: Francisco A. Rodríguez, político panameño.
- 1938: Rafael Filippelli, director, productor y guionista de cine argentino (f. 2023).
- 1939: Martina Iñíguez, poetisa y letrista argentina de tangos.
- 1940: Eric Wilson, escritor canadiense de cuentos infantiles.
- 1941: Ricardo Piglia, escritor argentino.
- 1941: Horacio Altuna, historietista argentino.
- 1941: Abdelkader Bensalah, político argelino, presidente de Argelia en 2019 (f. 2021).
- 1941: Pete Best, baterista británico de la banda The Beatles.
- 1941: Donald "Duck" Dunn, bajista estadounidense de las bandas Booker T. & the M.G.'s, The Blues Brothers y The Mar-Keys (f. 2012).
- 1942: Billy Connolly, comediante escocés.
- 1943: Dave Bing, baloncestista estadounidense.
- 1943: Manolo Sanlúcar, guitarrista y compositor español (f. 2022).
- 1945: David Sánchez Juliao, escritor y diplomático colombiano (f. 2011).
- 1946: Roberto Chale, fue un futbolista y director técnico peruano. (f. 2024).
- 1946: Ted Bundy, asesino en serie estadounidense (f. 1989).
- 1946: Penelope Jones Halsall, escritora británica (f. 2011).
- 1947: Jorge Obeid, político argentino (f. 2014).
- 1947: Dwight Schultz, actor estadounidense.
- 1948: Julián Muñoz, político español (f. 2024).
- 1949: Pierre Buyoya, militar y político burundés, presidente de Burundi entre 1987-1993 y 1996-2003 (f. 2020).
- 1949: Manuel Donayre, cantante criollo peruano.
- 1952: Laura León, actriz y cantante mexicana.
- 1952: Rachel Chagall, actriz estadounidense.
- 1954: Emir Kusturica, cineasta y músico serbio.
- 1955: Clem Burke, baterista estadounidense, de la banda The Ramones.
- 1955: Najib Mikati, empresario y político libanés, primer ministro de Líbano entre abril y junio de 2005, 2011-2014 y desde 2021
- 1957: Denise Crosby, actriz estadounidense.
- 1957: Chris Hayes, guitarrista estadounidense de la banda Huey Lewis and the News.
- 1958: Roy Aitken, futbolista británico.
- 1958: Alain Chabat, actor y cineasta francés.
- 1960: Aleida Guevara, pediatra alergóloga y política cubana, hija del Che Guevara.
- 1960: Amanda Wyss, actriz estadounidense.
- 1961: Arundhati Roy, escritora y activista india.
- 1962: John Squire, guitarrista británico de la banda The Stone Roses.
- 1964: Tony Rombola, guitarrista estadounidense, de la banda Godsmack.
- 1964: Garret Dillahunt, actor estadounidense.
- 1964: Conleth Hill, actor británico.
- 1965: Tom Boyd, futbolista británico.
- 1965: Shirley Henderson, actriz británica.
- 1968: Anura Kumara Dissanayake, político cingalés, Presidente de Sri Lanka desde 2024.
- 1969: Rob Nicholson, bajista estadounidense de las bandas Rob Zombie y Ozzy Osbourne.
- 1969: David Adeang, político nauruano, Presidente de Nauru desde 2023.
- 1969: Luis Alfonso Escobar, economista y político colombiano, Gobernador de Nariño desde 2024.

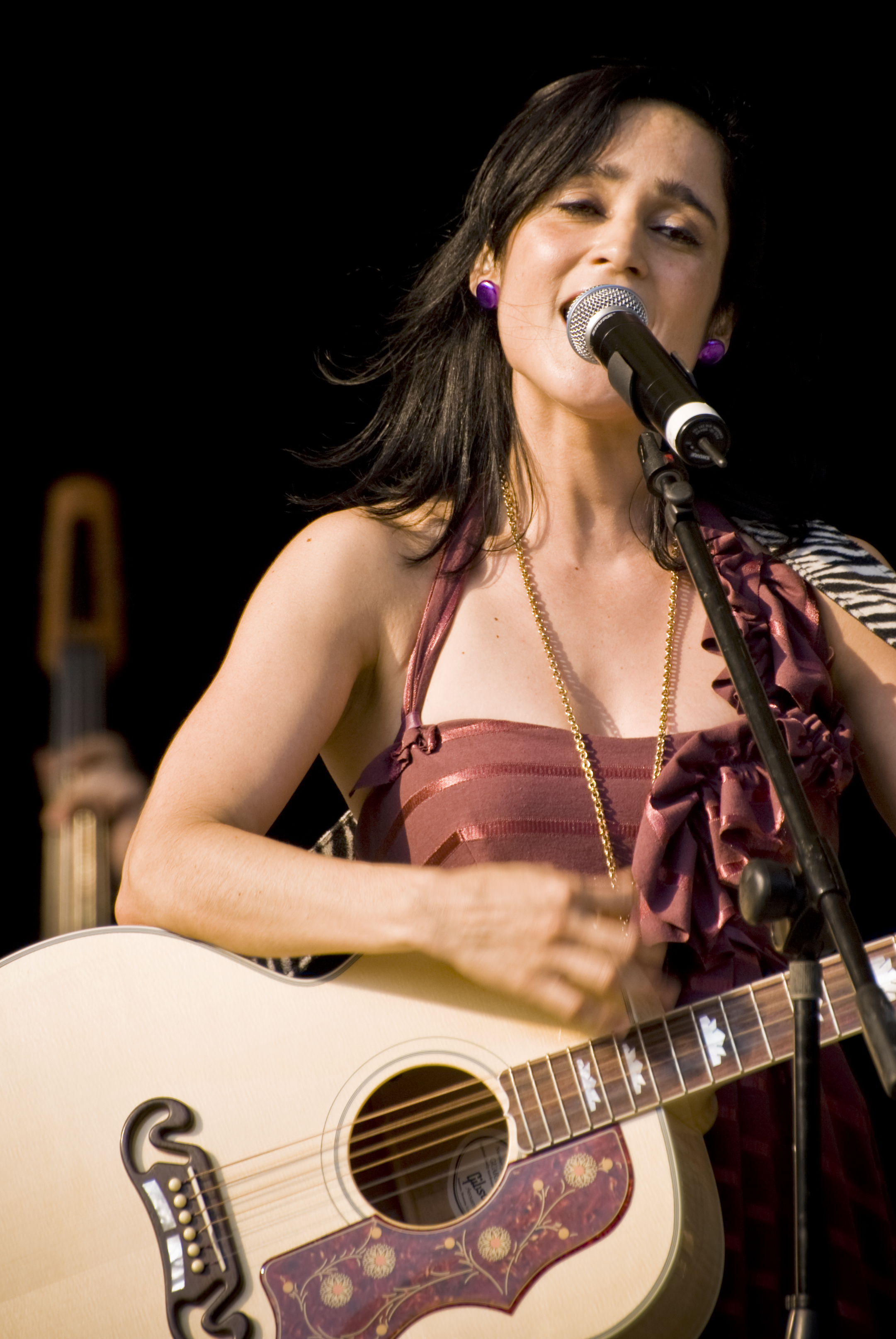
Julieta Venegas

- 1970: Julieta Venegas, compositora y cantante mexicana.
- 1973: Alejandro Ávila, actor y cantante mexicano.
- 1974: Stephen Merchant, escritor, director, conductor de radio, comediante y actor británico.
- 1974: Aylín Mujica, actriz cubana.
- 1977: Colin Hanks, actor estadounidense.
- 1977: Laura Bustamante, actriz de cine, actriz de doblaje, y locutora estadounidense.
- 1978: Katherine Heigl, actriz estadounidense.
- 1979: Joseba Llorente Etxarri, futbolista español.

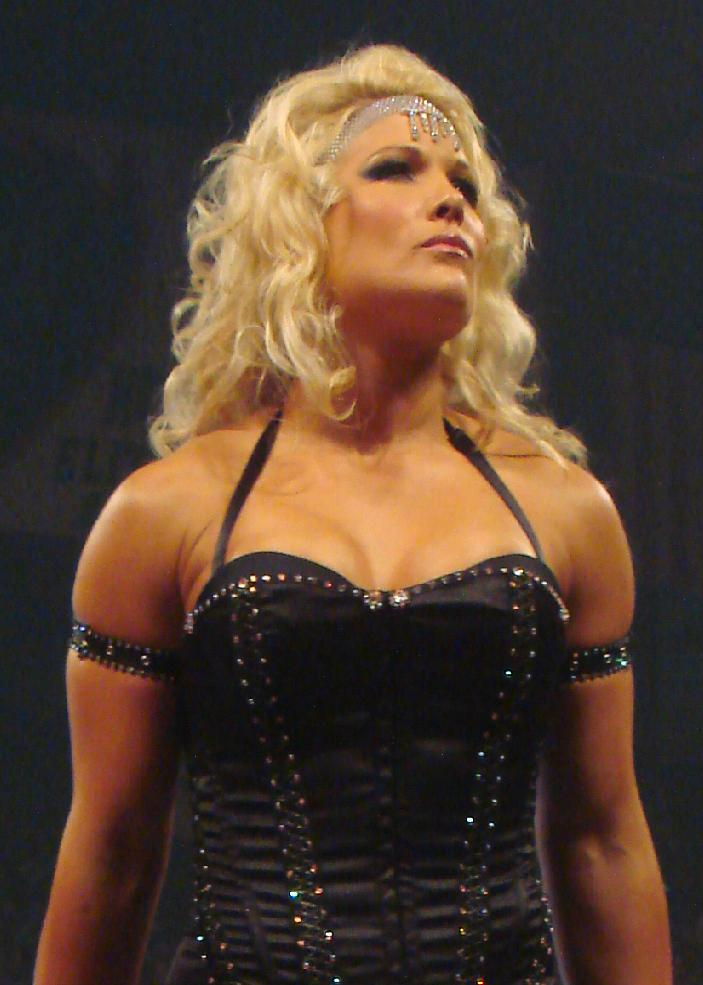
Beth Phoenix

- 1980: Beth Phoenix, comentarista y exluchadora profesional estadounidense.
- 1982: Kwame Quansah, futbolista ghanés.
- 1983: Gwilym Lee, actor británico.
- 1986: Micaela Vázquez, actriz argentina.
- 1986: Pedro León, futbolista español.
- 1987: Jeremain Lens, futbolista neerlandés.
- 1987: Bogdan Milić, futbolista montenegrino.
- 1990: Sarah Hyland, actriz estadounidense.
- 1990: Mario Gaspar, futbolista español.
- 1990: Hamed Lak, futbolista iraní.
- 1991: Baghdad Bounedjah, futbolista argelino.
- 1992: Carolin Simon, futbolista alemana.
- 1992: Sue-Lae McCalla, futbolista jamaicano.
- 1992: Daan Olivier, ciclista neerlandés.
- 1993: Fridolina Rolfö, futbolista sueca.
- 1993: Toaster Nsabata, futbolista zambiano.
- 1993: Bryan Acosta, futbolista hondureño.
- 1993: Luis Ángel Rivera, futbolista guatemalteco.
- 1993: Chikara Hanada, futbolista japonés.
- 1994: Jovana Damnjanović, futbolista serbia.
- 1995: Daniel Vargas, futbolista panameño.
- 1995: Leonardo Vaca, futbolista boliviano.
- 1995: Jamal Charles, futbolista granadino.
- 1996: Isotta Nocchi, futbolista italiana.
- 1996: Kelvin Kampamba, futbolista zambiano.
- 1997: Julian Lelieveld, futbolista neerlandés.
- 1997: Elias Cobbaut, futbolista belga.
- 1997: Marco Richter, futbolista alemán.
- 1997: Patrick Berg, futbolista noruego.
- 1997: Iván Anderson, futbolista panameño.
- 1998: Peyton Meyer, actor estadounidense.
- 2000: Adrian Benedyczak, futbolista polaco.
- 2000: Ben Davies, futbolista tailandés.
- 2010: Jaidyn Triplett, actriz estadounidense.

## Fallecimientos
- 1531: Juan Ecolampadio, religioso alemán (n. 1482).
- 1572: John Knox, religioso escocés (n. 1514).
- 1650: Manuel Cardoso, compositor portugués (n. 1566).
- 1658: Ignacio Molarja, misionero jesuita italiano, y explorador de la Nueva España (n. 1610).
- 1789: Pedro de Alcántara Fernández de Córdoba, noble español (n. 1730).
- 1848: Lord Melbourne, político y diplomático británico (n. 1779).
- 1851: Marcelino Oráa, militar español (n. 1788).
- 1864: José María Cornejo, presidente salvadoreño (n. 1788).
- 1870: Conde de Lautréamont (Isidore Ducasse), poeta francés nacido en Uruguay (n. 1846).
- 1893: Charles-François Stallaert, escritor belga (n. 1820).
- 1912: Adolfo Büttner, arquitecto argentino (n. 1849).
- 1916: Hiram Stevens Maxim, inventor estadounidense (n. 1840).
- 1920: Alexandru Macedonski, escritor rumano (n. 1854).
- 1927: Ionel Bratianu, estadista rumano (n. 1864).
- 1929: Georges Clemenceau, político francés (n. 1841).
- 1940: James Craig, político británico (n. 1871).
- 1945: Hans Geiger, físico alemán (n. 1882).
- 1946: László Moholy-Nagy, fotógrafo y pintor húngaro (n. 1895).
- 1947: Léon-Paul Fargue, poeta y ensayista francés (n. 1876).
- 1955: Jorge Bustos León, político chileno (n. 1890).
- 1957: Diego Rivera, muralista mexicano (n. 1886).
- 1958: Robert Cecil, político y diplomático británico, premio Nobel de la Paz en 1937 (n. 1864).
- 1963: Lee Harvey Oswald, sospechoso del asesinato de John F. Kennedy (n. 1939).
- 1961: Ruth Chatterton, actriz estadounidense (n. 1892).
- 1966: Ramón Amaya Amador, escritor y periodista hondureño (n. 1916).
- 1978: George Moscone, político estadounidense (n. 1929).
- 1990: Juan Manuel Bordeu, automovilista argentino (n. 1934).
- 1990: Fred Shero, jugador de hockey canadiense (n. 1925).
- 1991: Eric Carr, baterista estadounidense, de la banda Kiss (n. 1950).
- 1991: Anton Furst, productor británico de cine (n. 1944).
- 1991: Freddie Mercury, cantautor y músico británico, de la banda Queen (n. 1946).
- 1992: Rafael García Herreros, sacerdote y presentador de televisión colombiano, fundador de la Corporación Minuto de Dios (n. 1909).
- 1992: Raúl Sáez, ingeniero y economista chileno (n. 1913).
- 1993: Albert Collins, cantante y guitarrista estadounidense de blues (n. 1932).
- 1995: Jeffrey Lynn, actor estadounidense (n. 1909).
- 2001: Melanie Thornton, cantante germano-estadounidense (La Bouche) (n. 1967).
- 2002: John Rawls, filósofo estadounidense (n. 1921).
- 2003: Copito de Nieve, gorila albino del Zoológico de Barcelona (n. 1963).
- 2004: Arthur Hailey, escritor británico (n. 1920).
- 2004: Juan Pérez de Tudela, historiador americanista español (n. 1922).
- 2005: Pat Morita, actor estadounidense (n. 1932)
- 2006: Valentín Elizalde, cantante mexicano (n. 1979).
- 2007: Casey Calvert, músico estadounidense (n. 1982).
- 2008: Arturo Giolito, músico chileno y fundador de la banda "Giolito y su Combo" (n. 1932).
- 2010: Sergio Valech, obispo emérito chileno (n. 1927).
- 2011: Antonio Domingo Bussi, militar argentino (n. 1926).
- 2012: Tony Leblanc, actor, director y humorista español (n. 1922).
- 2015: Miguel Ocampo, pintor y diplomático argentino (n. 1922).
- 2016: Marcos Ana, poeta español que pasó veintitrés años como preso político durante el franquismo (n. 1920).
- 2016: Florence Henderson, actriz estadounidense (n. 1934).
- 2018: Enrique Bernales, abogado constitucionalista, catedrático y político peruano (n. 1940).
- 2019: Goo Hara, cantante y actriz surcoreana (n. 1991).
- 2020: Mamadou Tandja, militar y político nigeriano, presidente de Níger entre 1999 y 2010 (n. 1938).
- 2020: María Eugenia Parra, actriz colombiana (n. 1962).
- 2022: Francisco Pacho Benítez, periodista colombiano (n. 1958).

## Celebraciones
- Día Mundial del Vino Tinto.[4]Que coincide con el Día del Vino Argentino.

- Día de la Evolución. En honor a la primera publicación del libro Origen de las Especies, de Charles Darwin.

Compartidas
- Latinoamérica: 
  - Día del Orgullo Primate.[5]

 Por países
(Por orden alfabético)
- Argentina: 
  - Día del Vino Argentino Bebida Nacional.[6][7]
  - Día del Trabajador Plástico.[8]Con motivo de la fundación del Sindicato Unión Obreros Plásticos y Afines en 1945.[9]

- Colombia: 
  - Día Nacional del Ingeniero Agrónomo.[10]Fecha establecida desde el 24 de noviembre de 1958 (66 años) y que exalta la labor de los agrónomos colombianos. Los agrónomos analizan y buscan la forma de convertir el suelo en más productivo.

- Estados Unidos: 
  - Día del Maíz.
(en inglés: Maize Day).
  - Día del Uso del Hilo Dental.
(en inglés: National Flossing Day).
  - Día de la Sardina.
(en inglés: National Sardines Day).
  - Día de D. B. Cooper. En 1971, un misterioso hombre secuestra un avión, roba un maletín lleno de dinero y se lanza en paracaídas para escapar. Su verdadera identidad nunca fue descubierta.
(en inglés: D. B. Cooper Day).
  - Día de su Talento Único.
(en inglés: Celebrate Your Unique Talent Day).

### Santoral católico
- San Agustín Schoeffler.[11]
- San Alberto de Lovaina.[11]
- San Alejandro (mártir).[11]
- San Andrés Dung Lac y compañeros.[11]
- San Colmano de Uama.[11]
- San Crescenciano mártir.[11]

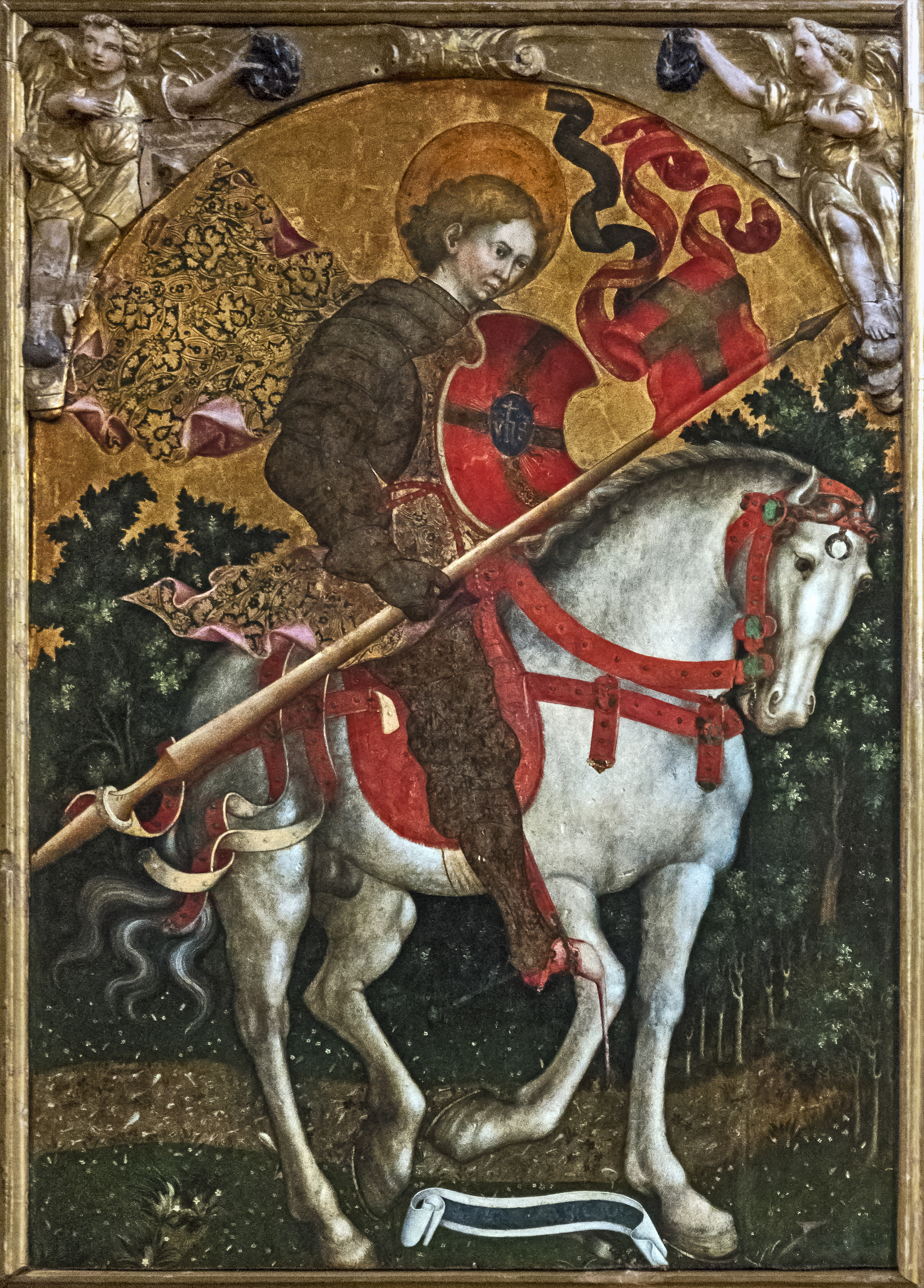
San Crisógono a caballo (1450), por Michele Giambono (Iglesia de San Trovaso, Venecia).

- San Crisógono de Aquilea (imagen ilustrativa).[11]
- Santa Firmina de Amelia.[11]
- Santa Flora de Córdoba.[11]
- San José Nguyên Van Luu.[11]
- San José Tuan.[11]
- San Juan Luis Bonnard.[11]
- San Lucas Vu Ba Loan.[11]
- Santa María de Córdoba.[11]
- San Porciano.[11]
- San Protasio de Milán (obispo).[11]
- San Romano de Blaye.[11]
- Beato Balsamo de Cava.[11]
- Beata Inés Tsao Kui.[11]
- Beata María Ana Sala.[11]
- Beata Niceta de santa Prudencia Plaja Xifra y compañeras.[11]

2024
- Solemnidad de Jesucristo, Rey del Universo.[12]Es una celebración litúrgica de la Iglesia católica, en grado de solemnidad, que tiene lugar el último domingo del año litúrgico del rito romano. Por lo tanto, su fecha varía oscilando entre los días 20 y 26 de noviembre. La celebración fue originalmente establecida como Fiesta de Cristo Rey.